# اندیس آنومالی ارسنجان
آنومالی ارسنجان یک اندیس فلزی است که در حوالی شهر آباده طشک استان فارس قرار دارد و مادهٔ معدنی موجود در آن، طلا است. سنگ میزبان این اندیس افیولیت، لیسونیت، تالک، دونیت‌های سرپانتینیتی شده. است و دیرینگی آن به دوران کرتاسه می‌رسد. در این اندیس، پاراژنز‌های کرومیت، عناصر گروه پلاتین، طلا و گالن یافت می‌شوند.